# Tunodo
Le tunodo est un argot breton parlé par des chiffonniers et des couvreurs de la région de la Roche-Derrien dans le Trégor en Bretagne (France). Il a d'abord été étudié en 1885 par Narcisse Quellien, puis par d'autres collecteurs : Émile Ernault, Alain le Diuzet et Ernest Le Barzic. Un seul autre argot breton est connu, le chon des environs de Pont-l'Abbé.
Le terme "tunodo" est un pluriel signifiant les tuneurs et n'est pas le terme utilisé "en tunodo" pour désigner l'argot. "Parler" se dit "tunodiñ" dans cet argot fixé au XIXe siècle. Le terme "tunodo" est par extension appliqué aujourd'hui aux nomades bretons (forains foires et marchés, familles restées nomades, mais peu brittophones) et englobe génériquement un ensemble de coutumes et/ou parlers nomadisant plus large que la région de la Roche-Derrien, vers les terres d'origines des pilawers, pilhouerion ou chiffonniers itinérants et colporteurs.[réf. nécessaire]

## Exemple de phrases en tunodo
Voici un exemple tiré de la présentation de l'ouvrage Un exemple d'argot breton : Le Tunodo.
« 
- Tremnet eo an daouzek abostol ?
- Miñson. Gourd eo ober grallik, pa vez aet an osrand eus ar c'houez.
- Kelien ! An ambrelhin eo...
- Miñson oc'h da lugnañ : un daouanenn eo deus ar vilaj... Huonik 'zo tomm: gourd eo d'an taouenn mont war ar beoz.
- Gourtoc'h da baotred an tok-tok ober moris: miñson 'vo an tarieg.
- Goje. Met ho ches a zo 'vel eur rup: bezañ hoc'h eus ur choufretezen 'vit ma fopulo ?
- Miñson. Rufan 'zo 'barzh ar c'houez.
- Bos ! lugnit ar wammel hag hi he deus lakaet an erlekin war he dron.
- Letez a vo 'ta d'an talar bihan ? Ma jes a chomo neuze da dunodiñ.
- Goje. »